# Neolamprologus pleuromaculatus
Neolamprologus pleuromaculatus е вид лъчеперка от семейство Цихлиди (Cichlidae).

## Разпространение
Видът е разпространен в Бурунди, Демократична република Конго и Танзания.